# Gymnopleurus colmanti
Gymnopleurus colmanti là một loài bọ cánh cứng trong họ Bọ hung (Scarabaeidae).